# Труды общества исследователей Волыни
«Труды общества исследователей Волыни» (укр. Праці товариства дослідників Волині) — неперіодичний збірник, який видавався в Житомирі Товариством дослідників Волині в 1902—1920 роках. Видано 15 випусків. Наклад першого тому становив 500 примірників. Друкувалися розвідки, матеріали та документи, присвячені Волинському регіону, зокрема на історико-краєзнавчі, археологічні, топографічні, економічно-статистичні, етнографічні, географічні, природничі, демографічні та інші теми. Домінувала природнича та етнографічна проблематика, історична тематика представлена відносно невеликою кількістю розвідок, зокрема статтями про побут монастирських селян на Волині в XVII—XVIII століттях, скаргами унійного духовенства наприкінці XVIII століття, а також історико-краєзнавчими описами окремих місцевостей і населених пунктів Волині. На сторінках «Трудов…» вміщувалися студії та матеріали відомих учених і публіцистів Михайла Авенаріуса, Миколи Коробки, Василя Кравченка, Павла Тутковського, Ореста Фотинського, Якова Яроцького та інших.

## Видання
- Труды Общества исследователей Волыни. Т. 1. — Житомир: 1902.
- Труды Общества исследователей Волыни. Т. 2. — 1910.
- Труды Общества исследователей Волыни. Т. 3. — 1910.
- Труды Общества исследователей Волыни. Т. 4. — 1911.
- Труды Общества исследователей Волыни. Т. 5. — 1911. (укр.)
- Труды Общества исследователей Волыни. Т. 6. — 1911.
- Труды Общества исследователей Волыни. Т. 7. — Житомир: Электр. тип. М. Дененмана, 1915. — 322 с.
- Труды Общества исследователей Волыни. Т. 8. — 1912.
- Труды Общества исследователей Волыни. Т. 9. — 1912.
- Труды Общества исследователей Волыни. Т. 10. — Житомир: Электр. тип. М. Дененмана, 1912. — 281, [1] с., [10] л. ил.
- Труды Общества исследователей Волыни. Т. 11, вып. 1. — 1915.
- Труды Общества исследователей Волыни. Т. 12. — 1914. (укр.)
- Труды Общества исследователей Волыни. Т. 13, вып. 1. — Киев: Тип. 2-й Артели, 1915. — [2], 128 с., [2] л. черт. : табл.
- Труды Общества исследователей Волыни. Т. 14. — 1920.